# Modern Baseball
I Modern Baseball sono stati un gruppo musicale statunitense formatosi a Filadelfia nel 2011. A inizio 2017 hanno annunciato di aver preso una pausa dal progetto a tempo indeterminato.

## Formazione
- Bren Lukens – chitarra, voce
- Jake Ewald – chitarra, voce
- Sean Huber – batteria, voce
- Ian Farmer – basso, voce

## Discografia

### Album in studio
- 2012 – Sports
- 2014 – You're Gonna Miss It All
- 2016 – Holy Ghost

### Raccolte
- 2014 – Techniques

### EP
- 2011 – The Nameless Ranger
- 2012 – Couples Therapy
- 2015 – MoBo Presents: The Perfect Cast

Split
- 2013 – Modern Baseball/The Hundred Acre Woods
- 2017 – Modern Baseball/The Superweaks/Thin Lips

### Singoli
- 2014 – Your Graduation
- 2015 – Revenge of the Nameless Ranger
- 2015 – The Thrash Particle
- 2016 – Everyday/Apple Cider, I Don't Mind
- 2016 – Bart to the Future Part 2: The Musical

## Videografia
Video musicali
- 2013 – The Weekend
- 2014 – Pothole
- 2014 – Your Graduation
- 2015 – Rock Bottom
- 2016 – Wedding Singer